# Random Walk
Random Walk (ランダム・ウォーク Randamu Uōku?) es un manga shōjo de 3 tomos publicado en la revista Ribon entre los años 2000-2001, creado por Wataru Yoshizumi, que trata sobre la historia de Yuka Kunimoto, una chica que desea ser una mujer diez, por lo que, siguiendo el consejo de su padre de enamorarse y no temer el sufrimiento, va por la vida teniendo varios novios con ese propósito. 

## Argumento
Yuka Kunimoto es una chica de 15 años que se ha mudado al piso contiguo al habitado por su padre, pues éste se ha casado ya por tercera vez y Yuka desea concederles intimidad a él y a su nueva esposa.
Siguiendo las máximas recomendadas por su padre, para ser en el futuro una mujer moderna y atractiva, Yuka pretende encontrar al gran amor de su vida teniendo cuantos novios le sea posible, aunque ello implique tener que cortar con ellos y sufrir. Apoyada por sus amigos Touko, Hiro y Katsura, que también desean encontrar el amor, y los consejos de su hermanastro Towa, Yuka se propone cumplir su sueño.

## Personajes
- Yuka Kunimoto. Es la protagonista de la historia, una chica de 15 años que vive sola en un piso al lado del de su padre, enérgica y con muchos amigos. Por consejo de su padre, para ser una mujer moderna y atractiva en el futuro, Yuka no duda en tener cuantos novios pueda conseguir, aunque ello implique tener que cortar con ellos y sufrir. Perdió a su madre cuando tenía apenas 3 años, y no tiene el menor inconveniente en que su padre quiera casarse de nuevo, pues considera que tiene derecho a ser feliz. Es muy aficionada a la fotografía y al golf.

- Touko Negishi. Compañera de clase de Yuka y su mejor amiga. Tōko es una chica divertida a la que le gusta salir con chicos, sin inconvenientes de edad ni de ningún otro tipo. Tiene varios momentos de salir y cortar con Tsukasa.

- Hirotaka (Hiro) Chiba. Otro amigo de Yuka y Touko, un chico amable y atento que siempre apoya a ambas. Tiene una novia un año menor que él, aunque al final terminan rompiendo.

- Katsura Ishimaru. Una chica inteligente y de carácter muy tímido que juega al baloncesto en el club del instituto Morinaga. Debido a su timidez, Katsura rechaza a todos los chicos que se le declaran. Siente una gran admiración por Yuka, y sueña con convertirse en una chica abierta y fuerte como ella. Se enamora de Terakado desde que lo ve en un concierto.

- Nozomu Shiki. Hijo del famoso escritor Ryôichiru Shiki, es el primer novio de Yuka que aparece en la historia. Nozomu es un chico alegre y muy aficionado a la lectura que ya ha tenido varias novias, pero todas lo han dejado por no sentirse queridas y es que nuna se ha enamorado de verdad hasta que conoce a una chica que le gusta en la biblioteca, y por eso termina su relación con Yuka.

- Tsukasa. El mejor amigo de Nozomu. Está enamorado de Touko aunque rompen varias veces.

- Ryoko Seida. Es una chica amable y dulce que trabaja porque sus padres no tienen mucho dinero, es por eso que no compra libros y se va a la biblioteca, y es allí, donde conoce a Nozomu.

- Kaito. El segundo novio de Yuka que aparece en la historia, Kaito es un chico muy apuesto que trabaja como modelo para revistas y catálogos de moda. Yuka y él se conocen debido a que Yōko le propone a Yuka posar como modelo para la revista en la que trabaja, y ambos coinciden en el estudio de fotografía.

- Saori. Es la presidenta del club de fotografía del instituto, una chica guapa y amable. Es la novia de Kaito.

- Hikaru Tsutsui. Fue el primer novio de Yuka en secundaria, pero le fue infiel con su profesora de apoyo y ella le dejó antes de que se graduasen. Casi al final de la historia Hikaru vuelve a aparecer en la vida de Yuka para pedirle que vuelvan a salir juntos, aunque al final vuelven a romper.

- Tōwa. El hermanastro de Yuka, ya que es hijo de la segunda esposa del padre de Yuka, de la que se divorció años atrás y con la que Towa convive desde entonces. Es un chico serio y callado que no hace demasiado caso a su hermana, pues de pequeños procuraba evitarla en todo lo posible. Debido a las malas notas de Yuka, se ofrece a ser su profesor particular. Al final se descubre que evitaba a Yuka porque no sabía cómo llevar que su hermana era su tipo de chica. Acaba saliendo con ella.

- Sachie. La madre de Tōwa y antigua madrastra de Yuka, que sigue llamándola "mamá" a pesar de haberse divorciado del padre de ella. Regenta un importante salón de belleza. Aparece justo al final de la historia.

- Akimitsu Kunimoto. El padre de Yuka, un popular escritor de novelas de misterio que acaba de casarse por tercera vez. Suele mostrarse muy afectuoso con su nueva esposa, Yōko, hasta el punto de que suelen olvidarse de que Yuka está con ellos. Su lema para afrontar la vida es "Experimenta el amor para que puedas ser una buena persona". Le gusta jugar al golf.

- Yōko Kunimoto. La esposa actual del padre de Yuka, una mujer de 28 años que trabaja como editora en una revista de moda. Yuka y ella mantienen una excelente relación, pues la primera considera a la segunda como una hermana mayor.

- Hiroshi Terakado. Un profesor en prácticas que llega al instituto Morinaga, del que fue alumno, a dar clase de Historia, pero también le gusta contar leyendas hindúes o hablar de la historia de los mongoles. Toca la batería en el grupo The Snails como sustituto.

- Datos: Q3418839